# Mergenthaler Linotype Company
La Mergenthaler Linotype Company est une société fondée à Brooklyn (États-Unis), en 1886 (mais réimplantée à Baltimore dès 1890) pour vendre la machine de composition automatique inventée par Ottmar Mergenthaler. Grâce à la machine Linotype, elle est devenue la plus grande société dans l'outillage typographique au monde ; en dehors des États-Unis, son seul concurrent était la société américano-anglaise Monotype Corporation.

Logo de la société

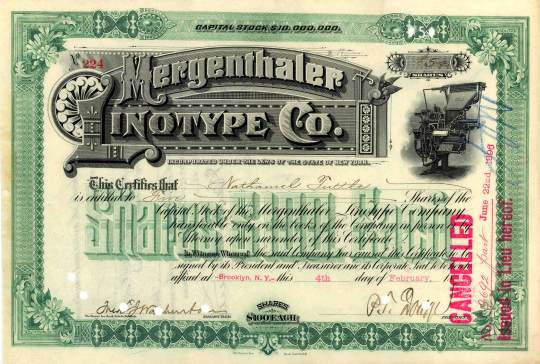
Action de Mergenthaler Linotype Company.

## Historique

### Création

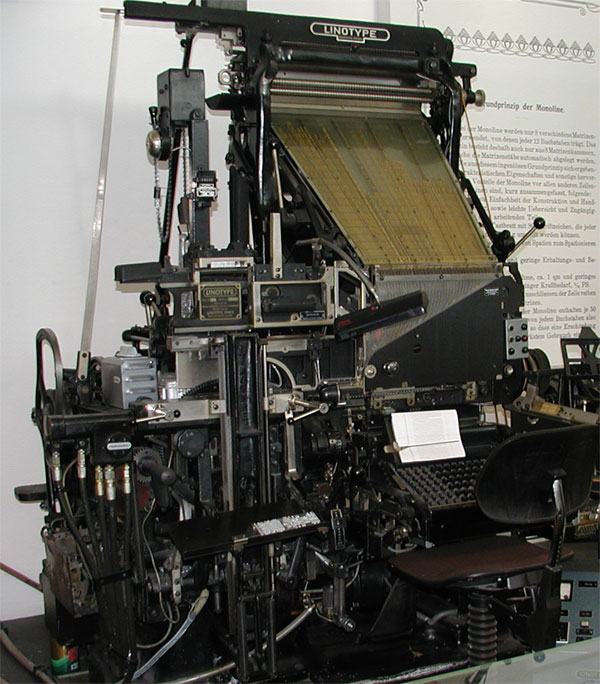
Une Linotype.

L'invention d'une machine destinée à remplacer la pénible tâche de manipuler les fontes à la main a été souvent abordée durant le XIXe siècle. La difficulté ne consistait pas alors à composer le texte, mais à ranger les caractères à leur place dans la casse pour un usage ultérieur.
La solution trouvée par Mergenthaler était non pas d'utiliser les lettres en relief, mais des matrices en creux et d'adjoindre à chacune de ces matrices une clé qui permettait leur distribution après utilisation. Quand le linotypiste tapait sur une lettre du clavier, la matrice de la lettre correspondante s'ajoutait à la ligne en cours de frappe. Une fois la ligne achevée, un alliage de plomb était coulé dans la ligne de matrices, formant une ligne de texte. Une fois la ligne fondue, les matrices cheminaient à nouveau dans la machine, et retrouvaient leur place initiale à l'aide du système de clé.
Un autre problème résolu par Mergenthaler était celui de la justification du texte. La composition à la main impliquait l'usage d'espaces de différentes tailles pour s'assurer que toutes les lignes finissent au même point. Mergenthaler adapta un système nommé Space Band, breveté par J. W. Schuckers, système composé de deux biseaux de métal reliés lâchement. Quand une ligne devait être justifiée, toutes les space band étaient pressées en deux passes pour élargir la ligne à la largeur de la justification.

### L'apparition de concurrents
À l'origine, la Mergenthaler Linotype Company était la seule société fabriquant des machines à composition mécanique employées par le New York Herald en 1886, mais avec le temps, elle devait inévitablement être imitée. La Intertype Company (dont les machines avaient un aspect plus moderne que celles de Mergenthaler) démarra sa production en 1914 et une compétition bienveillante se déploya entre les deux sociétés de composition automatique. L'autre concurrent fut la Linograph Corporation (le trait distinctif des machines de cette compagnie était que les magasins de matrices était verticaux), dont la création fut une conséquence de la crise de 1929. Mergenthaler et Intertype produisirent des Linotypes jusqu'à la fin des années 1960, tout en absorbant certains ateliers de création de fontes, comme la Fonderie Stempel, rachetée par Linotype en 1941. À partir de 1913, la société Ludlow commercialisa largement une machine moins ambitieuse, la Ludlow Typograph, qui se limitait à couler des lignes-blocs à partir d'une composition manuelle de matrices. Ce système sera le plus utilisé pour la composition des journaux jusqu'aux années 1970, remplacé peu à peu par la photocomposition.

### Seconde moitié duXXesiècle
La société, comme beaucoup dans l'industrie de la presse, connut une période d'après-guerre complexe, durant laquelle l'impression connut deux révolutions : le passage à la photocomposition et ensuite à la PAO.
À travers une série de fusions et de réorganisation, le capital de Mergenthaler Linotype Company fut cédé à Linotype-Hell AG, une entreprise allemande. En avril 1997, Linotype-Hell AG fut acquis par Heidelberger Druckmaschinen AG. Durant les mois suivant cette acquisition, certaines divisions de Linotype-Hell AG furent filialisées, dont Linotype Library GmbH. Cette nouvelle société avait comme seul but l'acquisition, la création et la vente de programmes liées à la typographie numérique. Cette spin-off sépara définitivement les activités liées aux polices des anciennes activités liées à la typographie au plomb, toujours propriété de Heidelberger. En 2005, Linotype Library GmbH raccourcit son nom en Linotype GmbH, et fut finalement acquise par les propriétaires de Monotype Imaging, Inc. en 2007.

## Polices
Les polices du catalogue Linotype sont le travail de certains des plus fameux créateurs de polices du XXe siècle. La librairie contient des polices aussi fameuses que Palatino et Optima de Hermann Zapf ; Frutiger, Avenir et Univers d'Adrian Frutiger ; et Helvetica de Max Miedinger et Eduard Hoffman. Linotype GmbH publie fréquemment des nouveaux designs de caractères connus ou neufs. Linotype a aussi créé fontExplorerX pour Mac OS. C'est un programme de gestion des polices, qui permet à l'utilisateur de consulter ses polices et d'en acheter des nouvelles via le programme — un modèle commercial proche de celui utilisé par iTunes et son iTunes Store.